# Titia de triumviratus
Titia de triumviratus va ser una antiga llei romana instada pel tribú de la plebs Publi Tici el mes de novembre de l'any 43 aC. Determinava la creació dels Triumviri reipublicae constituendae, ordenadors de la república romana, que van propiciar la creació del Segon triumvirat.
Aquest triumvirat estava format per Octavi, Marc Antoni, i Marc Emili Lèpid i la llei determinava que exercirien el càrrec durant cinc anys.